# Kulturlandskapet och fornlämningarna i Bamiyandalen
Kulturlandskapet och fornlämningarna i Bamiyandalen är upptaget som världsarv på Unescos världsarvslista. Området ligger i provinsen Bamiyan i regionen Hazarajat i centrala Afghanistan, 230 km nordväst om Kabul och på 2 500 meters höjd.
Bamiyandalen är starkt förknippat med de två gigantiska Buddhastatyerna (persiska: بت های باميان), från 500-talet vilka ursprungligen var utskurna ur en klippvägg. Statyerna mätte 55 respektive 38 meter och förstördes år 2001 av talibanerna. Den mindre statyn uppfördes omkring år 570, den större omkring 618,. De representerade den klassiska blandade stilen i Gandharakonsten.
Huvudkropparna höggs direkt ur sandstensklipporna, medan detaljer modellerades i lera blandad med halm som täcktes med stuckaturer. Denna beläggning som i stort sett helt försvann för många år sedan, målades för att förtydliga ansiktsuttryck, händer och klädveck; den större målades i karminrött och den mindre i flera olika färger.
De lägre delarna av statyernas armar gjordes från samma ler-halm-blandning, samtidigt som de stöddes upp av träarmaturer. Man tror att de övre delarna av deras ansikten gjordes från enorma trämasker eller gjutformar. Hålraden som kan ses på fotografier var utrymmen som innehöll träpinnar; dessa stabiliserade den yttre stuckaturen.
Statyerna sprängdes med dynamit och förstördes i mars 2001 av talibanerna, på order av deras ledare Mulla Mohammed Omar, efter att talibanstyret förklarat att de var "avgudar". Internationella opinionen fördömde starkt förstörelsen av Buddhorna, vilket sågs som ett exempel på talibanernas intolerans. Japan och Schweiz, och många andra, har gett stöd för ett återuppbyggande av statyerna.

## Historia
Bamiyan ligger invid Sidenvägen som går genom Hindu Kushs bergsregion i Bamiyandalen. Sidenvägen är en karavanled som länkar samman marknaderna i Kina med dem i Västra Sien. Fram till 1000-talet var Bamiyan en del av kungariket Gandhara. Här låg flera buddhistkloster och platsen var ett blomstrande center för religion, filosofi och indisk konst. Från 100-talet och fram till den muslimska invasionen på 800-talet var Bamiyandalen en buddhistisk plats. Munkar på klostren levde som eremiter i små grottor huggna i sidan på Bamiyanklipporna. Många av dessa munkar smyckade sina grottor med religiösa statyer och genomarbetade, ljust färgade fresker.
De två största statyerna var den stående jättelika Buddhastatyerna Vairocana och Sakyamuni, identifierade genom de olika mudragesterna och mätte 55 respektive 37 meter i höjd. Innan de sprängdes 2001 var de världens största exempel på stående Buddhastatyer huggna ur berg (Jättebuddhan i Leshan är högre, men där gestaltas Buddha sittande). Sedan dess har Vårtemplets Buddha uppförts i Kina. Den statyn är 128 meter vilket gör den till världens största. Planer för byggandet av Vårtemplets Buddha avslöjades kort efter att Bamiyans Buddhastatyer sprängdes och Kina har fördömt den systematiska förstörelsen av det buddhistiska kulturarvet i Afghanistan.
Den mindre statyn skapades mellan år 544 och 595, den större mellan år 591 och 644.
Statyerna tros ha tillverkats under sasanidisk tid under ledning av lokala buddhistmunkar eller under kushanimperiets höjdpunkt.[källa behövs] Den större statyn sades också porträttera Dīpankara Buddha. [källa behövs]De var de kanske mest berömda landmärkena i regionen och platsen blev ett världsarv tillsammans med det omgivande kulturlandskapet och fornlämningar i Bamiyandalen.
Den kinesiska buddhistiske pilgrimen Xuanzang passerade genom området omkring 630, och beskrev Bamiyan i Da Tang Xiyu Ji som ett blomstrande buddhistcenter "med fler än tio kloster och över ett tusen munkar". Han noterade också att båda Buddhafigurerna var "dekorerade med guld och vackra juveler" (Wriggins, 1995). Intressant är att Xuanzang också nämner en tredje, än större, liggande Buddha. En monumental sittande Buddha, som liknar dem i Bamiyan i stilen, finns ännu i Binglingtemplets grottor i Kinas Gansuprovins.
Förstörelsen av Bamiyanstatyerna har blivit en symbol för förtryck och en samlingspunkt för religionsfriheten. Trots det faktum att de flesta moderna afghaner är muslimer var även många av dem bestörta över förstörelsen.

### Attackerna på Buddhastatyerna

#### 1000- till 1900-talet
De enorma statyerna, den manliga Salsal ("ljus skiner genom universum") och den (mindre) kvinnliga Shamama ("drottningsmodern"), som de kallades av lokalbefolkningen, väckte fantasin hos tidiga muslimska skribenter. Den större statyn återkommer som den illvilliga jätten Salsal i medeltida turkiska sagor.

#### Händelserna före 2001, under talibanerna
Abdul Wahed, en talibansk befälhavare som verkade i området, meddelade sitt uppsåt att spränga Buddhastatyerna 1997 redan innan han tagit kontroll över dalen. När han väl hade kontrollen över Bamiyan 1998 lät han borra hål för sprängmedel i Buddhastatyernas huvud. Han hindrades från att gå vidare genom en direkt order av Mullah Omar, dåvarande guvernören i området; dock brändes däck på den större Buddhans huvud. I juli 1999 utfärdade Mullah Mohammed Omar ett dekret för ett bevarande av Bamians Buddhastatyer. Då den afghanska befolkningen till större delen inte längre är buddhistisk, vilket innebar att statyerna inte längre vårdades, tillade han att: ""Regeringen anser att Bamiyanstatyerna är ett exempel på en potentiell stor inkomstkälla för Afghanistan genom internationella besökare. Talibanernas inställning är att Bamiyan inte ska förstöras utan skyddas." I början av 2000 bad lokala talibanska myndigheter FN om assistans för att återuppbygga dräneringsdiken runt toppen av alkoverna på vilka Buddhastatyerna stod.
Afghanistans radikala ulama inledde en kampanj för att slå ner "icke-islamska" områden i det afghanska samhället. Talibanerna förbjöd snart alla former av avbildning, musik, sport, men också exempelvis TV, i enlighet med vad de ansåg vara en strikt tolkning av sharia.
Informations- och kulturministern Qadratullah Jamal berättade för Associated Press om ett beslut taget av 400 ulama runt om i Afghanistan som förklarade att Buddhastatyerna var mot islams grunder. "De kom ut med ett konsensus att statyerna var emot islam," sade Jamal.
Enligt Unescos generaldirektör Koïchiro Matsuura, genomfördes ett möte med ambassadörer från de 54 medlemsstaterna i Islamiska konferensorganisationen (OIC). Samtliga OIC-stater – däribland Pakistan, Saudiarabien och Förenade arabemiraten, tre länder som officiellt erkänt talibanstyret – anslöt sig till protesterna för att rädda monumenten. Saudiarabien och Förenade Arabemiraten fördömde senare förstörelsen som "ociviliserad". Fastän Indien aldrig erkände talibanregimen i Afghanistan erbjöd New Delhi sig att överföra artefakterna ifråga till Indien, "där de kunde förvaras säkert och bevaras för hela mänskligheten.", men dessa närmanden förkastades av talibanerna. Pakistans president Pervez Musharraf skickade Moinuddin Haider till Kabul för att förhindra förstörelsen genom att argumentera att det var oislamskt och saknade motstycke. Enligt talibanska ministern Abdul Salam Zaeef skickade Unesco 36 brev till talibanstyret med invändningar mot den föreslagna förstörelsen. Han hävdade att delegater från Kina, Japan och Sri Lanka var de starkaste förespråkarna för att bevara Buddhastatyerna. Japanerna föreslog en rad olika lösningar, däribland att flytta statyerna till Japan, övertäckande av statyerna samt att gå in med pengar.
Ett utsaga från talibanregimens ministerium för religiösa frågor förklarade att förstörelsen följde islamsk lag. Abdul Salam Zaeef ansåg att förstörelsen av Buddhastatyerna slutligen beordrades av Abdul Wali, dåvarande ministern för utbredning av dygd och förhindrande av olater.

#### Sprängning och förstörelse, mars 2001

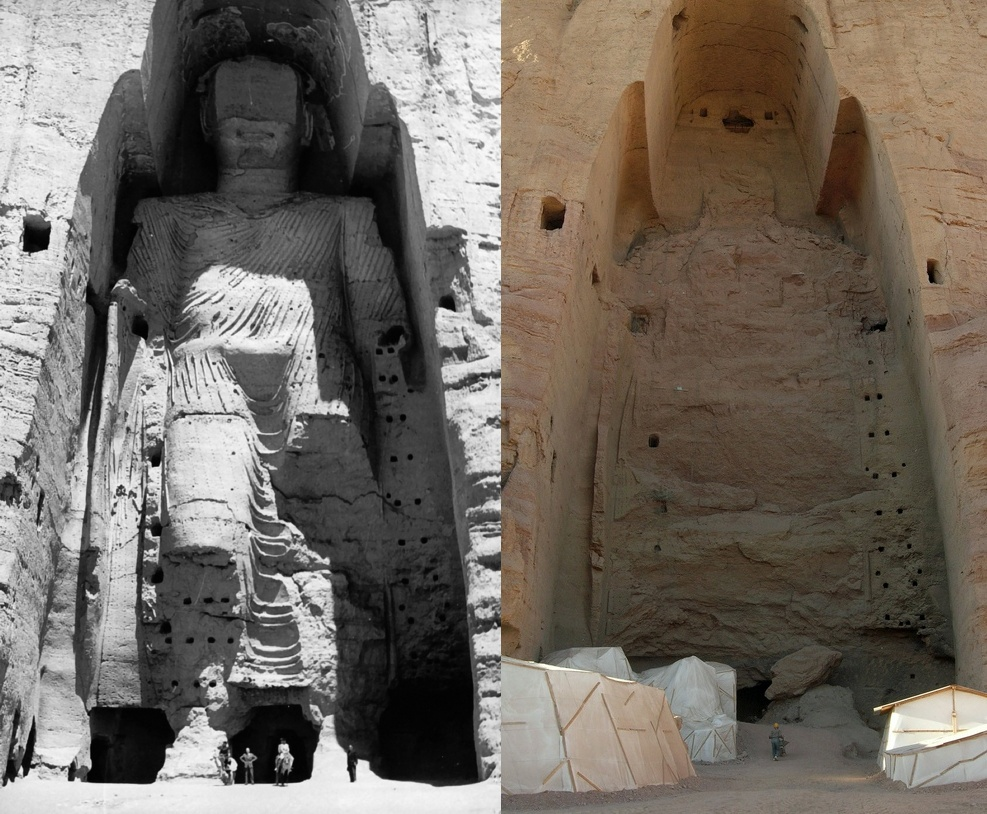
Den större Buddhan före och efter förstörelsen

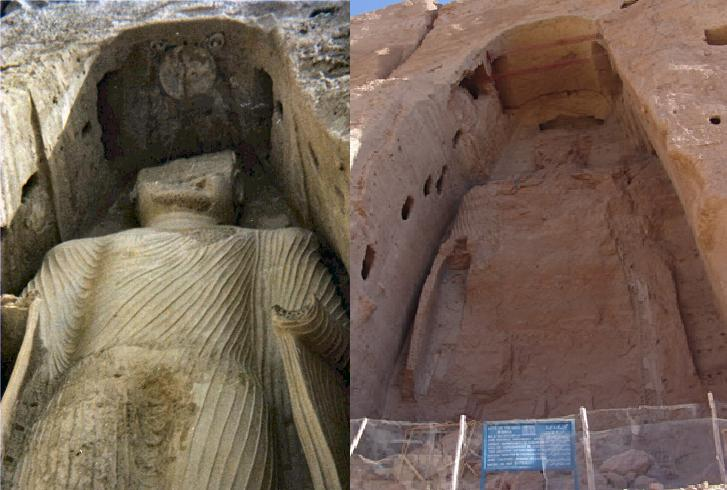
Den mindre Buddhan före och efter förstörelsen

Statyerna förstördes med dynamit under flera veckor, med början 2 mars 2001; förstörelsen genomfördes i flera steg. Till en början blev statyerna beskjutna med luftvärnskanoner och artilleri. Detta orsakade stor skada, men utplånade dem inte. Under förstörelsen beklagade talibanske informationsministern Qudratullah Jamal att: "detta förstörelsearbete är inte så enkelt som folk kanske tror. Du kan inte avlägsna skalen av dem då de båda är uthuggna ur en klippa; de hänger ordentligt samman med berget." Senare placerade talibanerna stridsvagnsminor längst ner i nischerna så att ytterligare förstörelse skulle ske genom att partiklar avfyrade minorna när bergsfragment bröts loss vid artilleribeskjutningen. Till slut sänkte talibanerna ner män för klippväggen och placerade sprängämnen i hål i Buddhastatyerna. Efter att en av explosionerna misslyckats att fullständigt utplåna ansiktet på en av Buddhastatyerna sköts en raket mot detta, vilket lämnade ett hål i resterna av stenhuvudet.
Den 6 mars 2001 skrev The Times att Mullah Mohammed Omar ska ha sagt: "Muslimer bör vara stolta att krossa avgudar. Det har varit ett lovprisande till Gud att vi har förstört dem." Under en intervju den 13 mars med Japans Mainichi Shimbun sade afghanske utrikesministern Wakil Ahmad Mutawakel att förstörelsen inte var något annat än en vedergällning mot det internationella samfundet för ekonomiska sanktioner: "Vi förstör statyerna i enlighet med islamsk lag och det är uteslutande en religiös fråga".
Den 18 mars rapporterade The New York Times att ett talibanskt sändebud sade att den islamska regeringen tog beslutet i raseri efter att en utländsk delegation erbjudit pengar för att bevara de forntida verken. Rapporten tillade emellertid också att andra rapporter "har sagt att religiösa ledare debatterat flytten i månader och till slut bestämde att statyerna var avgudadyrkan och därför skulle förintas."
Dåvarande talibanske ambassadören Sayed Rahmatullah Hashemi sade att förstörelsen av statyerna genomfördes av Head Council of Scholars efter att en svensk monumentexpert föreslagit att man skulle restaurera statyernas huvuden. Hashimi sägs ha sagt: "När Afghanska head council bad dem om pengar för att ge barnen mat istället för att restaurera statyerna, vägrade de och sa 'Nej, pengarna är bara till för statyerna, inte för barnen'. Utifrån detta fattade de beslutet att förstöra statyerna". Han kommenterade dock inte påståendet att ett utländskt museum erbjudit sig att "köpa Buddhiststatyerna [för] pengar som kunde ha använts till att ge barnen mat.". Förstörelsen av Bamiyans Buddhastatyer framför det hjälplösa internationella samfundet var därför också en attack mot konceptet "kulturarv".

### Åtagande att återuppbygga
Även om de två stora Buddhastatyerna nästan helt förstördes, återstår ännu konturer och vissa rester som är synliga i fördjupningarna. Det är också fortfarande möjligt för besökare att utforska munkarnas grottor och de passager som knöt dem samman. Som en del av internationella strävanden att återuppbygga Afghanistan efter talibankriget har Japans regering och flera andra organisationer, däribland Afghanska institutet i Bubendorf,  tillsammans med ETH i Zürich åtagit sig att återuppbygga Buddhastatyerna, kanske genom anastylosis.

### Utvecklingen sedan 2002
I maj 2002 höggs en Buddhaskulptur ur ett berg i Sri Lanka. Den gjordes medvetet väldigt lik Buddhastatyerna i Bamiyan.
Afghanska regeringen gav, år 2005,  den japanske konstnären Hiro Yamagata uppdraget att återskapa Bamiyans Buddhastatyer med hjälp av fjorton lasersystem för att projicera bilden av Buddhastatyerna på klipporna där de en gång stod. Lasersystemet skulle drivas av sol- och vindkraft. Projektet, som skulle ha kostat 9 miljoner dollar och väntades klart 2012, utfördes aldrig. Ett kinesiskt par fick senare tillstånd av den afghanska regeringen och Unesco till att visa en ljusshow med hologram av de förstörda statyerna på platsen 7 juni 2015.
I september 2005 valdes Mawlawi Mohammed Islam Mohammadi in i Afghanska parlamentet. Han var talibansk guvernör i Bamiyanprovinsen vid tiden för förstörelsen och allmänt sedd som ansvarig för händelsen. Den 26 januari 2007 lönnmördades han i Kabul.
Den schweiziske filmskaparen Christian Frei gjorde en 95 minuter lång dokumentär med den engelska titeln The Giant Buddhas (som släpptes i mars 2006). Den beskriver statyerna, de internationella reaktionerna när de förstördes och en överblick över stridigheterna kring dem. Lokala afghaners vittnesbilder har samlats in som bekräftar att förstörelsen beordrades av Usama bin Ladin och att Mullah Omar och afghanerna i Bamiyan initialt var motståndare till förstörelsen.
Sedan 2002 har internationella bidrag stöttat återställnings- och stabiliseringsförsök på platsen. Fragment av statyerna dokumenteras och förvaras med särskild uppmärksamhet riktad mot att säkra de strukturer av statyerna som ännu finns kvar. Förhoppningsvis kan man framöver delvis rekonstruera dem med fragmenten. År 2009 satte ICOMOS upp byggnadsställningar inne i nischen för att ytterligare bevara och stabilisera. Arbetet avbröts år 2013 då det upptäcktes att de hade börjat bygga upp den mindre statyn med otillåtet material.
Sommaren 2006 fastställde afghanska tjänstemän en tidsplan för rekonstruktionen av statyerna. Medan de väntar på att afghanska regeringen och internationella samfundet ska besluta när de ska återställas har ett Unesco-drivet projekt arbetat med att sortera upp resterna av lera och gips — med allt ifrån stora block på flera ton till fragment stora som tennisbollar — och skydda dem från väder och vind. Dessvärre återstår ännu ett antal allvarliga problem och Buddhastatyerna fortsätter vara uppsatta på listan över hotade världsarv.
År 2008 sattes buddhistlämningarna i Bamiyan upp på listan World Monuments Watch där de 100 mest hotade objekten har satts upp av World Monuments Fund.
År 2020 beviljade Japan 3,8 miljoner dollar till stabilisering av nischen och konservering av muralmålningar i området.

### Upptäckter
Efter att Buddhastatyerna förstörts upptäcktes 50 grottor; i 12 av grottorna upptäcktes väggmålningar. I december 2004 sade ett internationellt team med forskare att väggmålningarna i Bamiyan målades mellan 400- och 800-talen, efter deras analys av radioaktiva isotoper i halmfibrer som hittats under målningarna. Man tror att målningarna utfördes av konstnärer som reste längs Sidenvägen, handelsrutten mellan Kina och Väst.
Vetenskapsmän från National Research Institute for Cultural Properties i Tokyo (Japan), Centre of Research and Restoration of the French Museums-CNRS (Frankrike), Getty Conservation Institute (United States) och European Synchrotron Radiation Facility (ESRF) i Grenoble analyserade proverna från målningarna, som var i storleksordningen 1 mm. De upptäckte att färgen innehöll pigment såsom vermilion (röd kvicksilversulfid) och blyvitt (blykarbonat). Dessa blandades med en rad olika bindningsmedel, däribland naturliga hartser, gummin (troligen djurskinnslim eller ägg) och oljor, troligen utvunna ur valnötter eller vallmo. Forskarna identifierade specifikt torkande oljor från målningarna som visar Buddhastatyerna i vermilionfärgade kläder med korslagda ben mitt bland palmblad och mytiska djur, som var vanligt i mitten av 600-talet. Man tror att de är de äldsta kända överlevande exemplen på oljemålning; troligen föregår de oljemålningen i Europa med mer än 6 århundraden. Upptäckten kan leda till en omvärdering av arbeten i forntida ruiner i Iran, Kina, Pakistan, Turkiet och Indien.
Initiala misstankar att oljan kan bero på föroreningar från fingrar, då Buddhisttraditioner påbjuder vidrörandet av målningar, skingrades genom spektroskopi och kromatografi som gav ett entydigt utslag för den medvetna användningen av torkande oljor framför kontamineringar. Oljor upptäcktes under lager av färg, olikt ytliga kontamineringar.
Vetenskapsmän fann även början av den ursprungliga sutran Pratītyasamutpāda på Sanskrit, översatt av Xuanzang som preciserade grundsatserna i den buddhistiska tron och hävdar att alla händelser är övergående.

### En annan jättestaty avtäckt
Den 8 september 2008 letade arkeologer efter en legendarisk 300-meters staty i området där de sprängda Buddhastatyerna stått. Man hittade inte denna men väl en 19 meter liggande Buddha, en position som representerar Buddhas väg till parinirvana.

### Restaurering
Unesco Expert Working Group on Afghan cultural projects sammankallades den 3–4 mars 2011 i Paris för att diskutera vad man ska göra med de två statyerna. Forskaren Erwin Emmerling på Münchens tekniska universitet kungjorde att han trodde att det skulle vara möjligt att restaurera den mindre statyn med hjälp av en organisk silikonförening. Pariskonferensen gjorde en lista på 39 rekommendationer för att skydda Bamiyanområdet. Dessa inkluderar att låta den större västra nischen vara tom som ett monument över förstörelsen, en genomförbar studie om att återuppbygga den östra buddhan samt byggandet av ett centralt museum och andra mindre museer på platsen. Arbete med att restaurera buddhan har sedan påbörjats med hjälp av anastylosis, där ursprungliga element har kombinerats med moderna material. Bert Praxenthaler, en tysk historiker och skulptör involverad i restaureringsarbetet, har uppskattat att man grovt kan räkna med att hälften av bitarna av buddhastatyerna kan sättas samman igen. Restaureringen av grottorna och buddhorna har också involverat att utbilda och anställa lokalinvånare som stenhuggare. Projektet, som även syftar till att utveckla turismen i området, organiseras av två organisationer: Unesco och International Council on Monuments and Sites (ICOMOS). Arbetet har fått en del kritik. En del anser att de tomma nischerna ska lämnas som de är, som ett monument över talibanernas fanatism, medan andra tror att pengarna bättre kunde användas till bostäder och elektricitet i regionen.

## Kakrakdalen
Ett av de övriga områdena i detta världsarv befinner sig i Kakrakdalen tre kilometer sydost om Bamiyanklippan. Det omfattar ett stort antal grottor med fynd av buddhistisk konst från en tidsperiod som spänner från 500-talet till 1200-talet.